# Francesc Domingo Marqués
Francisco Domingo Marquès (València, 1 de març de 1842 - Madrid, 22 de juliol de 1920) va ser un pintor eclèctic valencià.

## Biografia
Era fill de Francesc Domingo Blasco i Agustina Marqués Lázaro. Es va iniciar en la seva formació artística a l'Escola de Belles Arts de Sant Carles, amb els professors Rafael Montesinos (gran admirador de Ribera, pintor que copiarà amb gran intensitat el jove artista), Miquel Pou, Vicent Castelló i Plàcid Francés. Coincidí amb altres futurs artistes com Salvador Martínez Cubells i Antoni Muñoz Degrain.
El 1864 es va traslladar a Madrid per continuar la seva formació a la Reial Acadèmia de San Fernando, amb Federico Madrazo i Carlos Sáez. Rep una menció honorífica pel seu quadre L'expulsió dels moriscos del regne de València i el 1867 va ser guardonat amb una tercera medalla per Un duel del segle XVII (conservat al Museu de Belles Arts de València). Altres obres que pinta en aquests moments són La missa, La mascarada, Un pobre i un sant Josep de Calassanç fet per al Col·legi dels Escolapis de Gandia.
A l'Exposició Regional de València obté una medalla d'or pel quadre de tema històric El Palleter i el desembre de 1867 va guanyar el Premi de Roma, guardó de la Diputació que atorgava una pensió al guanyador en aquesta ciutat per a la culminació de la seva formació. El mateix any pinta l'Estudi de Muñoz Degrain (Museu del Prado). Viatja a Roma el 1868, on continua amb les seues composicions històriques sota la direcció d'Eduardo Rosales. Les seues obres, no en va, es van veure influïdes per la paleta sòbria i restringida de Rosales (el que, és en part, de Velázquez i Goya). També vaanar assimilant aspectes de l'obra de Fortuny. A la capital d'Itàlia Domingo realitza nombrosos temes de "casaques" i inicia la seua primera obra com a pensionat, L'últim dia de Sagunt, enviada a l'Exposició de València de 1869. Abans de tornar a València, s'assabenta de la intenció de la Diputació, de col·locar a la sala de sessions, un retrat de Manuel Ruiz Zorrilla i s'ofereix a realitzar-lo com a segon treball de pensionat i poder tornar a València i superar les febres pal·lúdiques contretes a Roma.

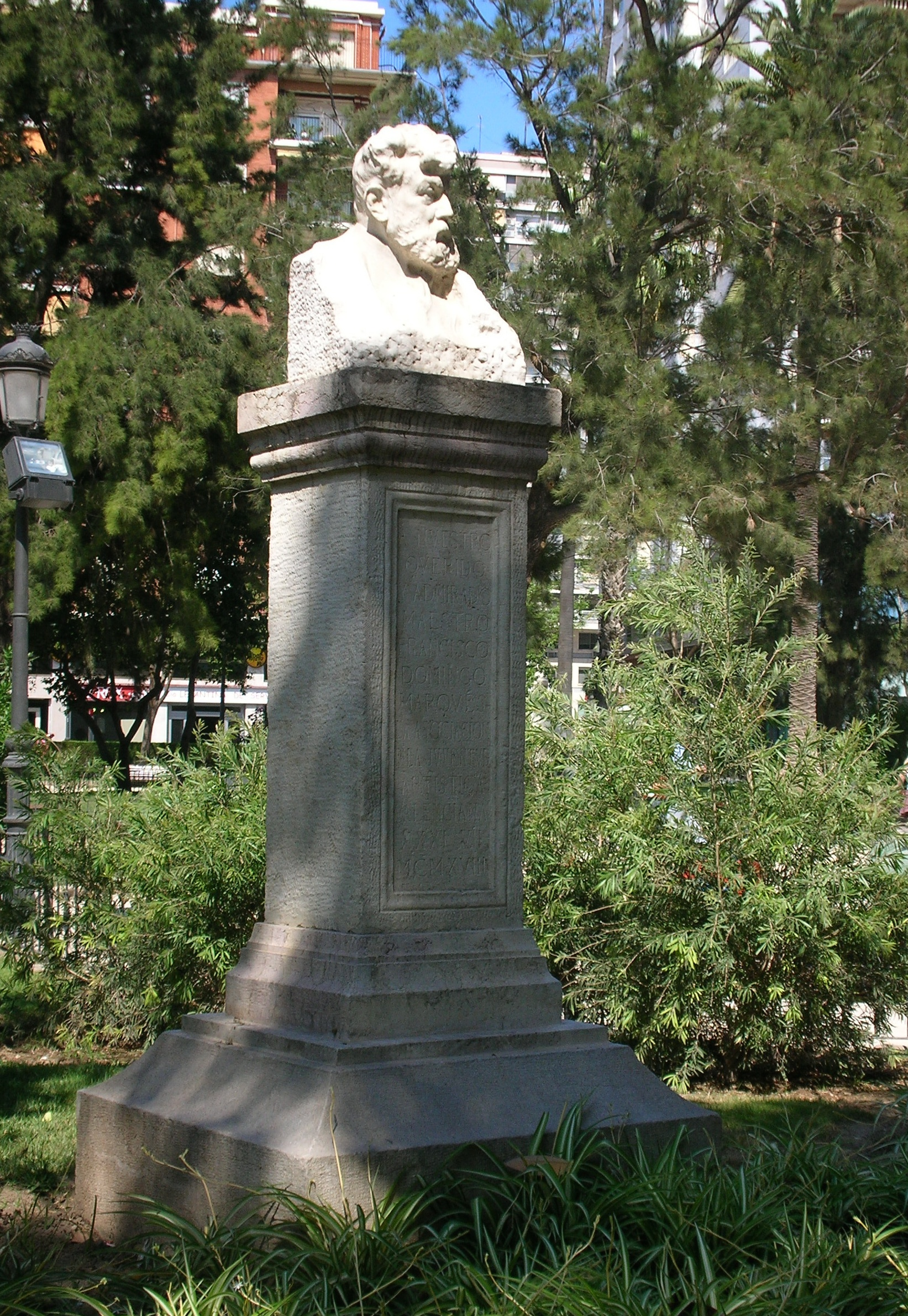
Bust de Francesc Domingo Marqués. Jardins de la Glorieta, València

Quan torna a València és nomenat professor auxiliar de les càtedres de Dibuix de l'Antic i del Natural i de Paisatge (per l'absència de Plàcid Francés) tenint per deixebles als germans Benlliure. Obri un estudi-taller al pla de la Saïdia, conegut com La Gallera i completa l'encàrrec de Marià Aniento i la seua dona Clara Rubio. Aquest treball consistia en l'execució de dos quadres de mida natural que representaren els seus sants patrons, Sant Marià i Santa Clara, ambdues es conserven en l'actualitat al Museu de Belles Arts de València. El quadre de Santa Clara el presentà a l'Exposició Nacional de 1871 aconseguint la primera medalla a instàncies del crític Peregrín garcía, juntament amb el quadre Mort de Lucrècia de Rosales.
L'any 1872 s'instal·la a Madrid amb el seu germà Agustí. Ací pinta per al palau dels ducs de bailén el quadre Una festa en l'època de Lluís XV. Dos anys després es casa amb Elvira Fallola, en el seu viatge de noces per Andalusia va pintar La casa de Pilat.
Decideix instal·lar-se a París, animat per la protecció del marxant Henri Haro. Domingo viurà en aquesta ciutat durant trenta-nou anys, fins a 1914, estada només interrompuda el 1887 per la petició de la reina Maria Cristina de fer un retrat d'Alfons XIII. En el seu estudi de sain Cluod s'ajusta ràpidament al que es coneixia com a High Class Painting, obres d'alta resolució tècnica i de claredat i senzillesa en els continguts. Domingo també cultivà amb encert el retrat, exemple d'això són els quadres Carmen Cervera, Agustí Domingo el pintor Joan Peiró, etc. La seua pintura va obtenir altes cotitzacions i en vengué a diversos països, a Anglaterra amb el marxant Everard i als Estats Units amb el marxant Avery i l'agent Lucas, grans magnats americans, com William Henry Vanderbilt o Augustin Daly tenien obra de Domingo en les seues col·leccions. Continuarà amb el negoci de Fortuny, treballant en petites obres d'estil minuciós i colorista, sentint certa influència de l'impressionisme francès. En la seva etapa madura arribarà a desfer la matèria pictòrica per interessar-se especialment pel color. Amb el convi de segle les seues obres continuen tenint èxit, i amplia el seu mercat amb el marxant Josep Artal cap a l'Argentina, on aconsegueix els encàrrecs dels retrats dels presidents Sarmiento i Mitre.
L'any 1914, amb motiu de la Primera Guerra Mundial, ja vell i malalt, va tornar a Espanya. Un any més tard presenta 32 obres a l'Exposició Nacional per a optar a una medalla d'honor, però que no aconsegueix. El 17 de juny de 1917 fou elegit acadèmic numerari de la Reial Acadèmia de Belles Arts de Sant Ferran de Madrid i el 30 de juliol de 1918 va rebre un homenatge de la seua ciutat natal.
L'última obra del pintor fou Andalusa, donada al Museu de Belles Arts de València pel seu fill Roberto Domingo Fallola (París, 1883 - Madrid, 1956), també pintor, especialitzat en temes taurins. Francesc Domingo mor a Madrid el 22 de juliol de 1920.

## Selecció d'obres

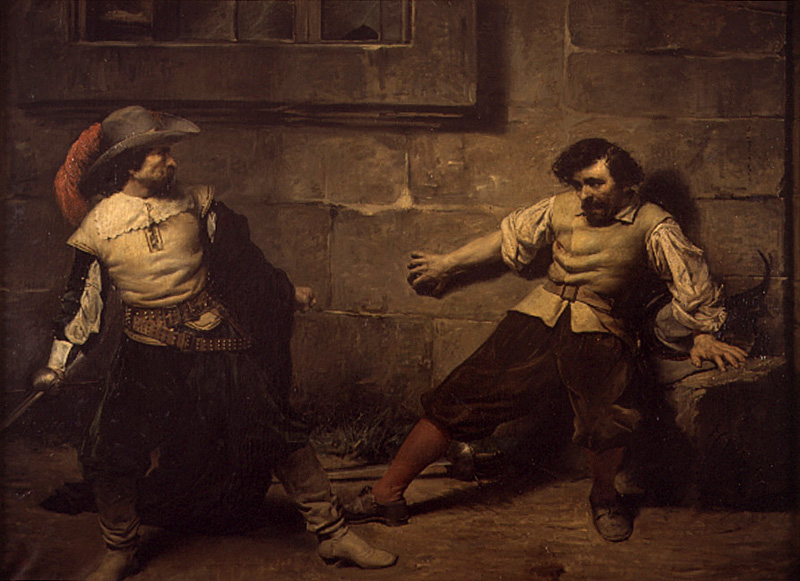
Un duel en el segle XVII (1866)
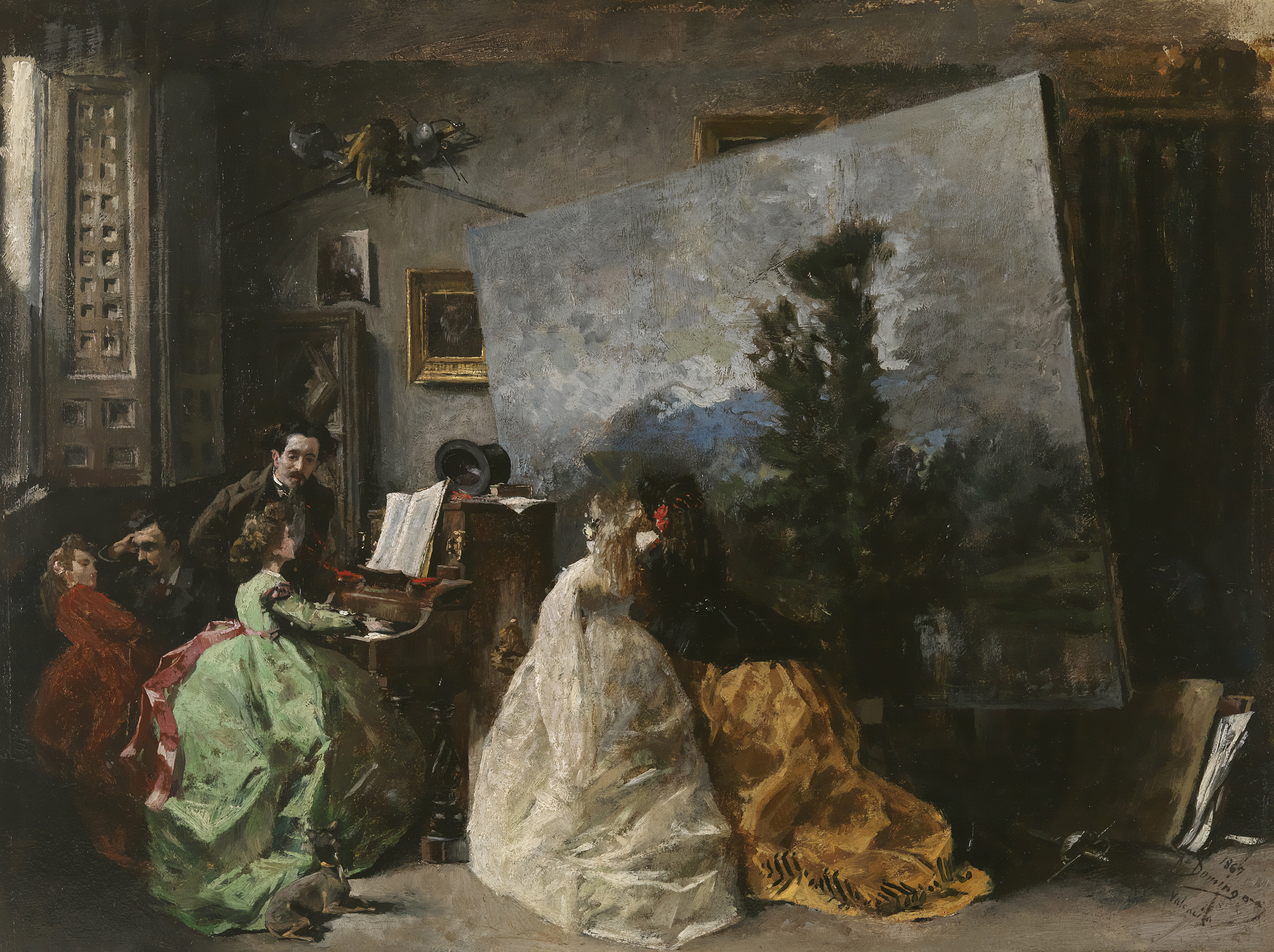
L'estudi de Muñoz Degrain (1867)
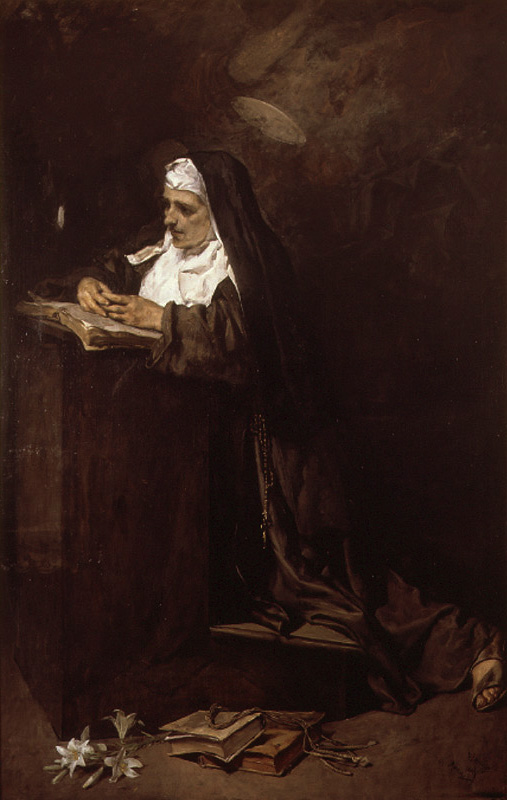
Santa Clara (1869)
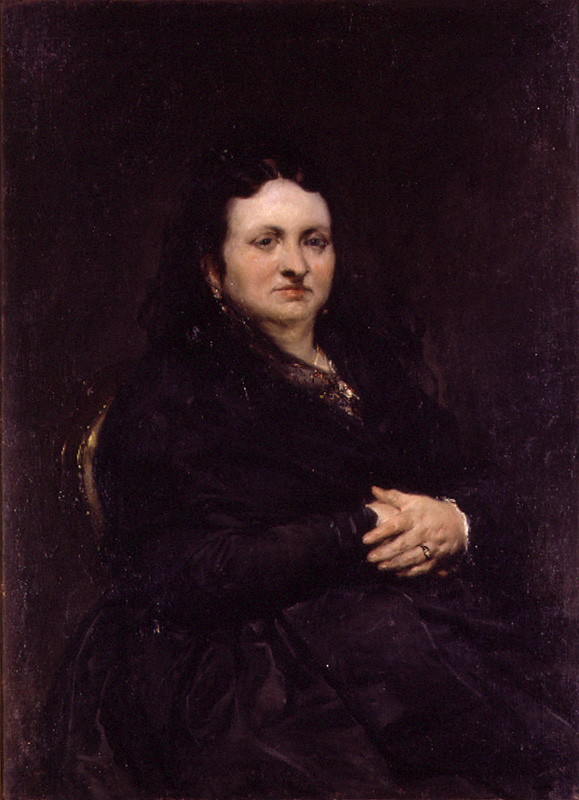
Retrat de Na Carme Cervera (1870)
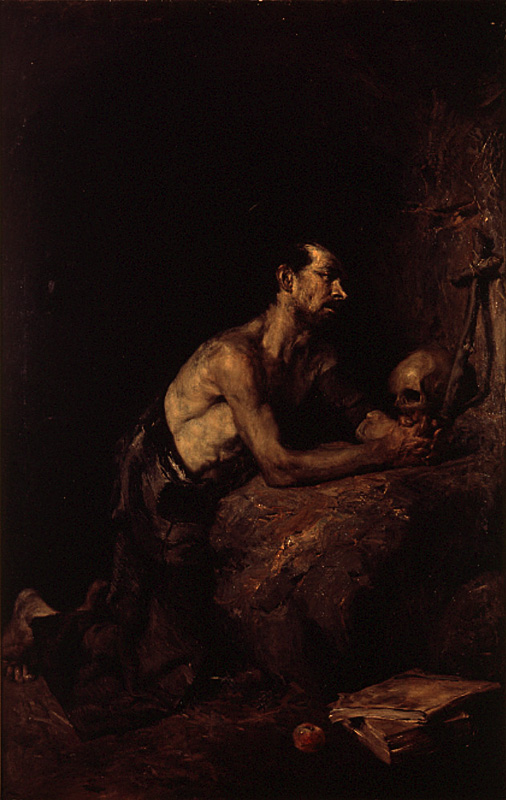
Sant Marià (1870)
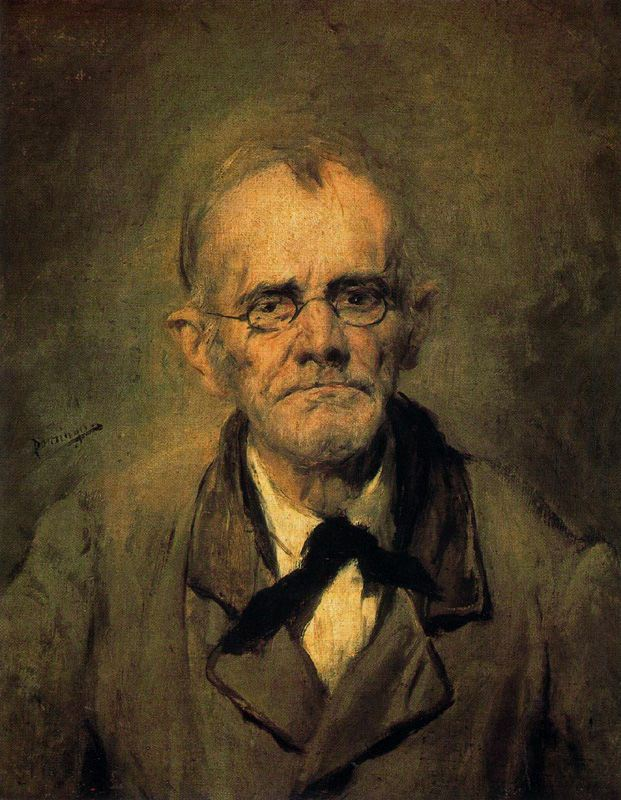
Sabater de vell (1870/75)
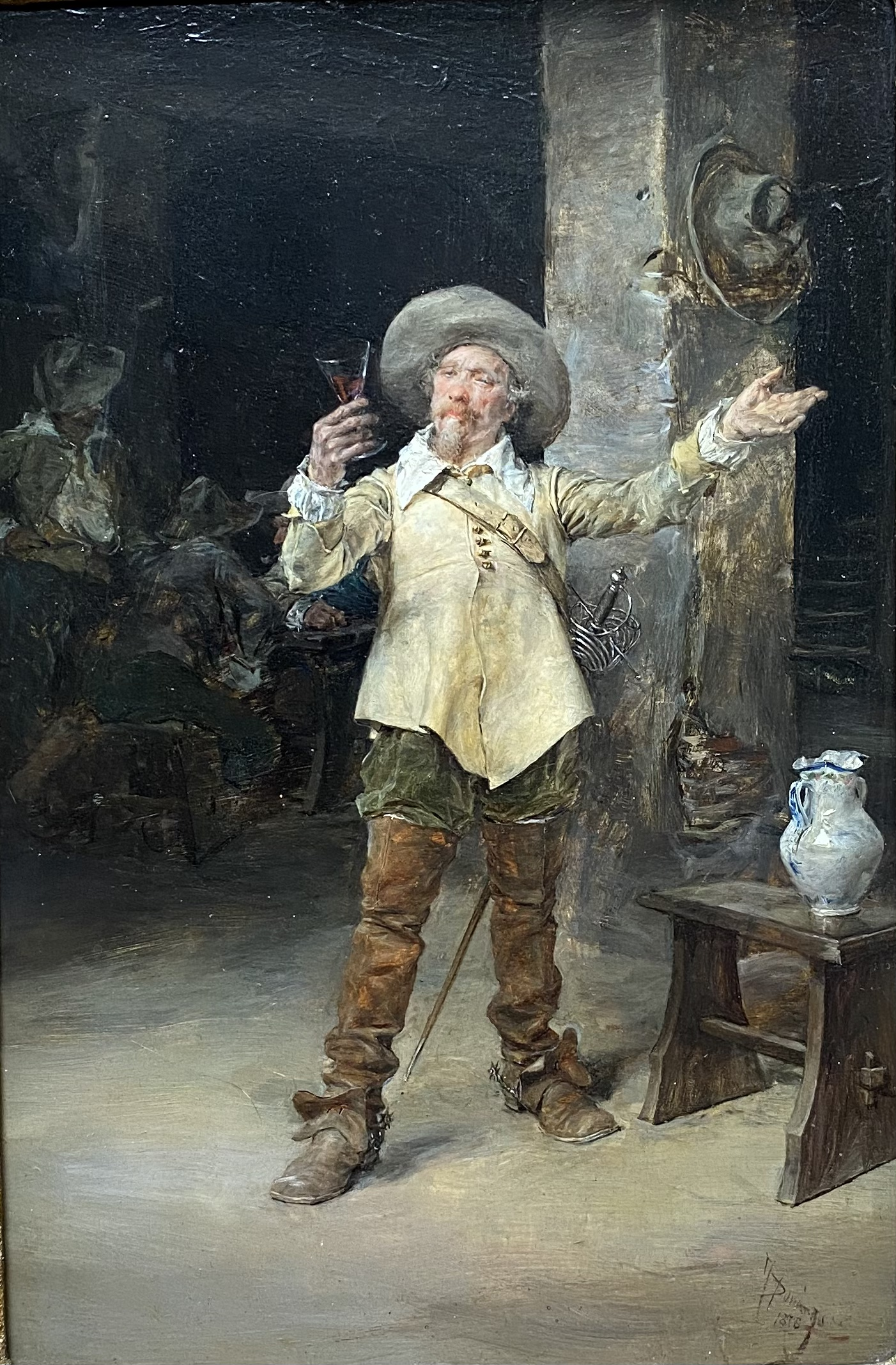
A votre propre santé! (1876)
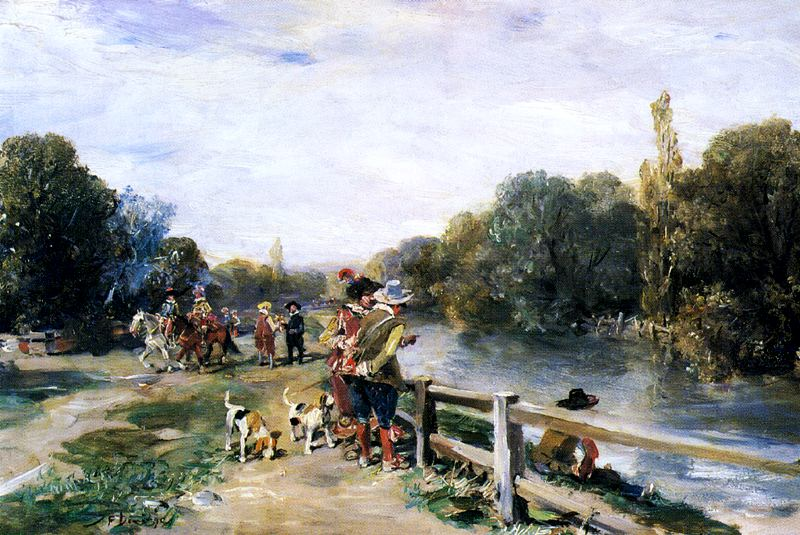
Un alto en la cacera
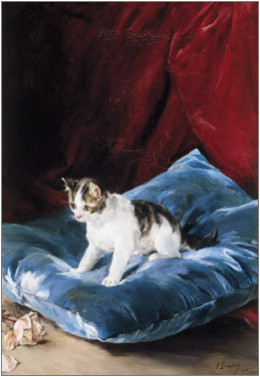
Gat
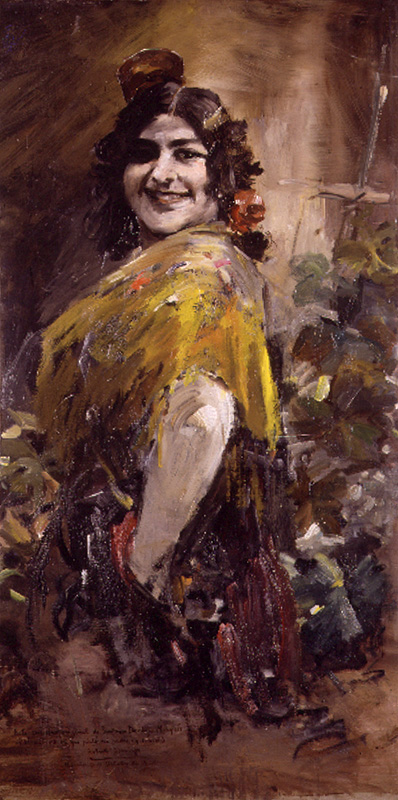
Andalusa (1920)

## Premis rebuts
A les exposicions nacionals de belles arts
- 1864: menció honorífica pel quadre Els moriscos valencians demanant protecció al beat Joan de Ribera.
- 1866: tercera medalla pel quadre Un duel del segle XVII.
- 1867: medalla d'or pel quadre Un duel del segle XVII a la Regional valenciana, la qual cosa li va proporcionar la pensió a Roma a 1868.
- 1871: primera medalla pel quadre Santa Clara.